# Цедергельм, Иоганн
Иоганн Цедергельм (швед. johannes Cederhielm) — энтомолог.
Родился в России. Закончив в 1794 г. образование в университете за границей, Цедергельм приехал в Санкт-Петербург и стал заниматься специальным исследованием фауны Петербургской губернии (Ингерманландии), но эту работу не успел довести до конца; он издал только описание насекомых с кратким списком позвоночных животных Санкт-Петербургской губернии («Faunae Ingricae prodromus», Лейпциг, 1798).